# Marco Iván Pérez
Marco Iván Pérez Riego (Città del Messico, 9 dicembre 1987) è un ex calciatore messicano, di ruolo difensore.